# Idioma micmac
Mi'kmaq, o Mi'kmaq, (autónimo : mi'kmawi'simk ) es una lengua nativa americana de la familia de lenguas algonquinas hablada por la nación Mi'kmaq .
En 2016, Statistics Canada identificó a 7140 personnes cuya lengua materna es mi'kmaq y 8870 personnes que pueden hablar el idioma. En 2013, 205 personnes hablaban mi'kmaq en los Estados Unidos.

## Escritura
El origen de los jeroglíficos Mi'kmaq es objeto de debate. Una publicación del gobierno de Quebec, atribuye la escritura en jeroglíficos Micmacs a un misionero francés de nombre Chrétien Le Clercq. El misionero adaptó los símbolos, que los niños dibujaron en trozos de corteza de árbol como ayuda para recordar, en un sistema adecuado para escribir oraciones. Es improbable que otras fuentes lo atribuyan a una visita de los antiguos egipcios. Otra fuente sugiere que esta forma de escritura existía antes de la llegada de los franceses y que era original de los Micmacs.
El padre Pacifique (Henri-Louis-Joseph Buisson) dejó escritos tanto en el idioma Mi'kmaq como en este idioma. En 1906 publicó un almanaque en lengua mi'kmaq y, más tarde, un catecismo . En 1921, publicó, con dificultad, un libro sobre jeroglíficos Mi'kmaq.

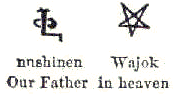
Un extracto de un libro de oraciones Mi'kmaq : según la leyenda en inglés, el primer jeroglífico significa " papá "Y el segundo," cielo », Formando así el inicio del Padre Nuestro.

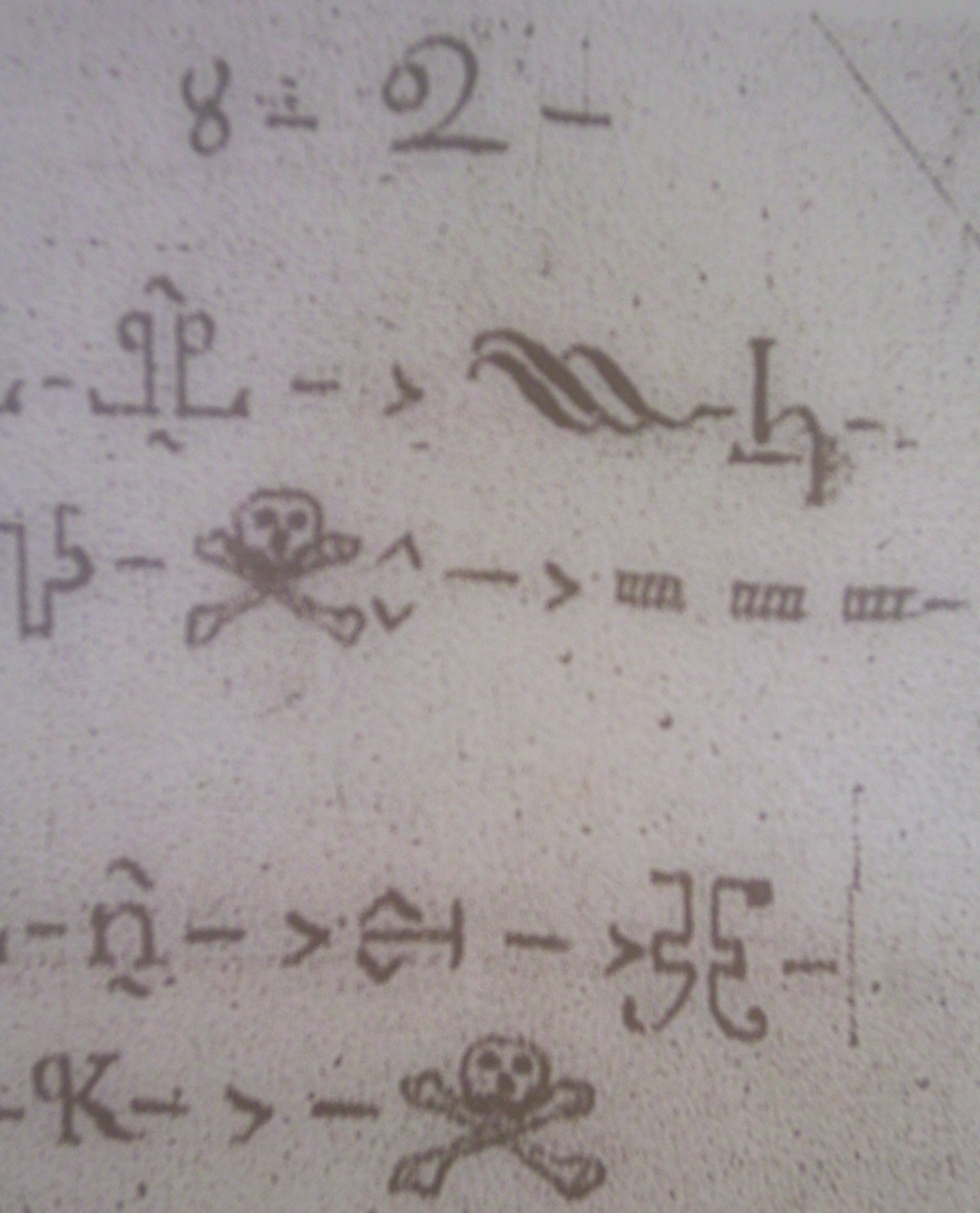
Texto en Mi'kmaq en Louisbourg, Nueva Escocia.

| API           | a | a:   | mi | mi: | yo | yo:  | ə | dʒ / tʃ | G k   | l | metro | no | o  | o:  | b / p   | X | s | d / t | tu | u:   | w | j |
| ------------- | - | ---- | -- | --- | -- | ---- | - | ------- | ----- | - | ----- | -- | -- | --- | ------- | - | - | ----- | -- | ---- | - | - |
| Francis-Smith | a | a    | mi | mi  | yo | yo   | ɨ | j       | k     | l | metro | no | o  | ó   | pags    | q | s | t     | tu | ú    | w | y |
| Listuguj      | a | a'   | mi | e ' | yo | yo ' | ' | j       | gramo | l | metro | no | o  | o ' | pags    | q | s | t     | tu | u '  | w | y |
| Léxico        | a | a:   | mi | mi: | yo | yo:  | ɨ | j       | k     | l | metro | no | o  | o:  | pags    | q | s | t     | tu | u:   | w | y |
| Pacífico      | a | a    | mi | mi  | yo | yo   |   | tj      | gramo | l | metro | no | Oh | Oh  | pags    |   | s | t     | o  | o    |   |   |
| Rand          | a | un â | mi | a   | yo | mi   | ŭ | ch      | ck    | l | metro | no | ŏ  | o ō | segundo | h | s | dt    | ŏŏ | oo u | w | y |

## Lugares en lengua mi'kmaq
- Quebec, del Gepèèg micmac (estrecho, estrechamiento del río)
- Acadie, del Mi'kmaq (hipótesis) algatig (campamento)
- Gaspésie, del micmac de Gespegeoag (último terreno adquirido)
- Restigouche y Ristigouche, de Micmac Listuguj (desobediencia al padre o río que se muestra como la mano)
- Cascapedia, del Gesgapegiag micmac (donde el río se ensancha)
- Gaspé, del Mi'kmaq Gespeg (fin de la tierra)
- Tracadièche, micmac tracadigash (lugares donde pasan el rato las garzas)
- Paspébiac, de Mi'kmaq Ipsigiag ( pisos divididos, barachois )
- Matapedia, del Mi'kmaq Matapediag (encuentro de aguas, confluencia)
- Amqui, de Mi'kmaq Ankwi (donde juegan las aguas)
- Lac-Humqui, Mi'kmaq Ankwi o Unkoui (donde juegan las aguas)
- Sayabec, del Mi'kmaq Sakpediak (sak : completo, pediak : río ; lleno de río)
- Causapscal, de Goesôpsiag micmac (la piedra que brilla en el fondo del agua, punta de guijarros)
- Kouchibouguac, derivado del Mi'kmaq Pijeboogwek parcialmente corrompido por los franceses (río con mareas largas)
- Shediac, del Mi'kmaq Esedeiik (que se remonta a un largo camino)
- Bouctouche, de Mi'kmaq Chebooktoosk (gran pequeño paraíso)
- Richibouctou, Micmac Kitchipogteo o Gtjipotog (el gran incendio)
- Mowebaktabaak (bahía grande), hoy el nombre de la bahía es Baie des Chaleurs